# Ješkova Ves
Ješkova Ves (em húngaro: Jaskafalva) é um município da Eslováquia, situado no distrito de Partizánske, na região de Trenčín. Tem 10,39 km² de área e sua população em 2018 foi estimada em 502 habitantes.

## Demografia
| Ano:        | 1994 | 2004   | 2014   | 2024   |
| ----------- | ---- | ------ | ------ | ------ |
| Broj ljudi: | 539  | 504    | 505    | 494    |
| Razlika:    |      | -6,49% | +0,19% | -2,17% |

| Ano:               | 2023 | 2024   |
| ------------------ | ---- | ------ |
| Número de pessoas: | 498  | 494    |
| Diferença:         |      | -0,80% |